# System 7 (együttes)
A System 7 egy angol techno/ambient/progresszív house/pszichedelikus trance zenekar. 1989-ben alakultak. Steve Hillage és Miquette Giraudy alapították, akik korábban a Gong nevű francia-angol pszichedelikus/space rock-zenekarban játszottak. Amerikában "777" volt a nevük, mivelhogy ott már akadt egy "System Seven" nevű együttes. A "System 7" továbbá a Macintosh operációs rendszerének neve is. Lemezeiket az A-Wave, Big Life Records, Virgin/EMI Records, Caroline Records kiadók jelentetik meg.

## Tagok
Steve Hillage, Miquette Giraudy.

## Diszkográfia

### Stúdióalbumok
- System 7 (1991)
- Altitude featuring Ultra Naté (1992)
- 777 (1993)
- Point 3 - Fire Album (1994)
- Point 3 - Water Album (1994)
- Power of Seven (1996)
- Golden Section (1997)
- Seventh Wave (2001)
- Encantado (2004)
- Phoenix (2008)
- Up (2011)
- Phoenix Rising (Rovo-val, 2013)
- X-Port (2015)

### 777 néven
- 777 (1993, amerikai kiadás)
- System 7:3: Fire + Water (1995, a Point 3 lemezek együtt, amerikai kiadás)

## Egyéb kiadványok

### Válogatáslemezek
- Excursions in Ambience (A Collection of Ambient House-Music) (1994)
- Excursions in Ambience (The Final Frontier) (1995)
- System Express (1996)
- Mysterious Traveller (Derrick May-jel, 2002)
- Planet 7 (2006)
- System 7 - Classics (2010)
- Out (2014)

### Koncertalbumok
- Live Transmissions (2006)